# Bernsdorf (Bautzen)
Pour les articles homonymes, voir Bernsdorf.
Bernsdorf est une ville de Saxe (Allemagne), située dans l'Arrondissement de Bautzen, dans le district de Dresde. 
Elle est à 12 km de Kamenz et à 15 km de Hoyerswerda.

## Quartiers
- Bernsdorf
- Waldhof
- Zeißholz (Ćisow)
- Großgrabe (Hrabowa)
- Straßgräbchen (Nadrózna Hrabowka)
- Wiednitz (Wětnica)